# 학술지

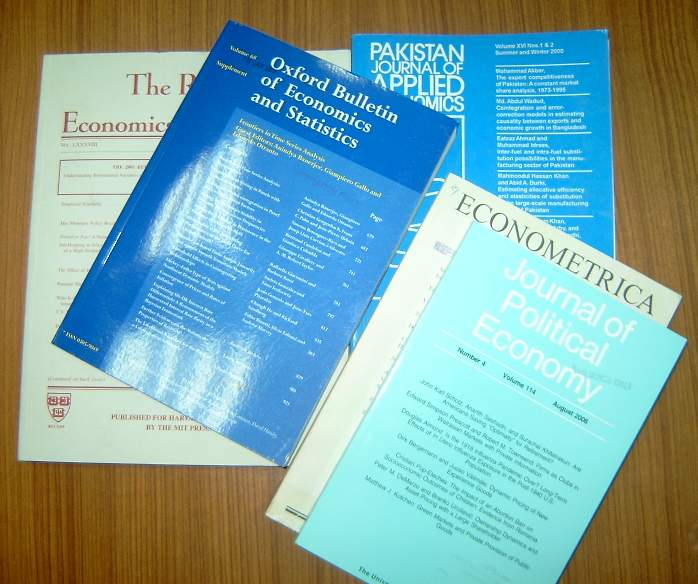
상호 검토가 완료된 각기 다른 종류의 학술지. 이 출판물들은 경제학에 관한 것이다.

학술지(學術誌, 영어: academic journal) 또는 학술 잡지(學術雜誌)는 연구자가 집필한 논문을 게재하는 잡지이다. 학술 분야에 따라 다양한 종류의 학술지가 발행되고 있는데, 해당분야의 전문가들의 연구결과를 공유하는 장으로 활용된다. 즉, 연구자들은 자신의 연구 결과를 논문 형식으로 세상에 알리며, 학술지는 그러한 논문을 발표하는 수단이다. 학술지에 투고되는 논문은 적절한 검증 과정을 거쳐 게재되는 것을 원칙으로 하며 동료전문가들이 투고된 원고를 심사하여 엄격한 기준을 통과하는 경우에 게재된다.[예외: 프리프린트(preprint)]
논문 게재를 준비하는 과정해서 학술지 순위를 정하기 마련이다. 학술지의 순위를 선정하는 이유는 다양한 지표와 방법들을 활용하기 위함이다. 중요한 점은 이러한 모든 순위는 상대적이며, 순위 결정 시스템의 변화로 인해 각각 서로 다른 혜택을 입는다는 점이다. 저널 에디터, 편집 위원회에서는 명성높은 저널은 연구자들이 투고하기 원하는 1순위의 저널이 될 것이라고 한다. 그럼 학술지의 순위는 어떻게 선정하는가?
학술시 순위를 정하는데 가장 고려해야  될 부분은 순위 결정 시스템의 변화로 인해 각각의 당사자들은 서로 다른 혜택을 받는다는 점이다. 저널 에디터, 편집 위원회에서는 자신의  명성을 통해 높은 구독료를 요청 할 것이다. 하지만 모든 순위는 상대적이다. 순위 결정 시스템의 변화로 인해 각각의 당사자들은 서로 다른 혜택을 입는다는 점이다. 저널의 편집자, 편집 위원회에서는 자신의 명성을 통해 높은 구독료를 지지할 것이다. 저명한 저널은 연구자들이 투고하기 원하는 1순위의 저널이 될 것이다. 학술지의 순위를 선정하는 방법은 명성에 기초한 랭킹에 따라 달라진다. 세계적으로는 아이겐 팩터(Eigen factor), 임팩트팩터(impact factor),  그리고 SCImago등이 보편적으로 쓰이며, 한국학 등 한국어권을 중심으로 하는 학술지 평가에서는 한국학술지인용색인(KCI) 등이 사용되기도 한다.

## 같이 보기
- 대한민국의 학술지 목록
- 논문 (thesis, dissertation, paper, article)
- 학위 논문 (thesis나 dissertation)
- 학술 출판#학술 논문 (학술 논문은 paper나 article)
- 출판 논문 (treatise)
- 논문집 (collection of articles)
- 학회지
- 저널